# アッケルマン条約
アッケルマン条約（アッケルマンじょうやく、トルコ語: Akkerman Antlaşması、ロシア語: Аккерманская конвенция）、またはアッカーマン条約（アッカーマンじょうやく）とは、1826年10月7日に、ブジャク（現在のウクライナ・オデッサ州・ビルホロド＝ドニストロフスキー市）にあるアッケルマン城において、ロシア帝国とオスマン帝国の間で結ばれた条約である。

## 概要
この条約によって、1812年に結ばれたブカレスト条約の内容が明確化され、ワラキア公国およびモルダヴィア公国はロシア帝国・オスマン帝国両国の共同宗主権下に置かれ、領主の選出には両宗主国の影響力の下で7年の任期で選出することが義務付けられた。そして、さらにギリシャ人であるファナリオティスらが排除され、両公国の公にはルーマニア人である貴族（ボィエール）らが着任することになった。
また、1821年のトゥドル・ウラジミレスクの起こしたワラキア蜂起をオスマン軍が鎮圧した後、長期にわたってオスマン軍はワラキア、モルダヴィア両公国に駐留していたが、アッケルマン条約によってオスマン軍の退却が定められた。さらに、オスマン帝国はドナウ川の川港都市であるジュルジュ、ブライラおよびトゥルヌ・マグレレの支配権をワラキア公国に譲る事に同意した。
その他、行政規程の作成と2年間の貢納が停止され、それまでのイスタンブールによる商業独占も廃止された。
そして、第二次セルビア蜂起などによるセルビア問題についても取り組まれ、条約の第5項でセルビア公国の自治権が与えられ1813年に失った失地も返還された。さらにセルビア人はオスマン帝国内の通行権も得た。
後にオスマン帝国スルターンのマフムト2世によってアッケルマン条約は破棄されることとなり、それが1828年の露土戦争の誘因となった。